# Bishopstone (Swindon)
Bishopstone – wieś w Anglii, w hrabstwie ceremonialnym Wiltshire, w dystrykcie (unitary authority) Swindon. Leży 54 km na północ od miasta Salisbury i 106 km na zachód od Londynu.